# Mistrovství Evropy v judu 2015 – ženy – lehká váha (-57 kg)
Zápasy v judu na I. Evropský hrách / mistrovství Evropy v kategorii lehkých vah žen proběhly v Baku, 25. června 2015.

## Finále
| finále            |                  |
| ----------------- | ---------------- |
| Telma Monteirová  | Telma Monteirová |
| Hedvig Karakasová | Telma Monteirová |

## Opravy / O bronz
Poražení čtvrtfinalisté se utkávají mezi sebou v opravách. Vítězové oprav následně vyzvou poražené semifinalisty v boji o bronzovou medaili.
| opravy               | o bronz           |                 |
| -------------------- | ----------------- | --------------- |
| Sanne Verhagenová    | Sanne Verhagenová | Nora Gjakovaová |
| Sabrina Filzmoserová | Sanne Verhagenová | Nora Gjakovaová |
|                      | Nora Gjakovaová   | Nora Gjakovaová |
| Corina Căprioriuová  | Miryam Roperová   | Miryam Roperová |
| Miryam Roperová      | Miryam Roperová   | Miryam Roperová |
|                      | Automne Paviaová  | Miryam Roperová |

## Pavouk
|   | 1/32                   | 1/16                  | čtvrtfinále          | semifinále        | finále            |
| - | ---------------------- | --------------------- | -------------------- | ----------------- | ----------------- |
| A | volný los              | Telma Monteirová      | Telma Monteirová     | Telma Monteirová  | Telma Monteirová  |
| A | volný los              | Telma Monteirová      | Telma Monteirová     | Telma Monteirová  | Telma Monteirová  |
| A | Kifajat Kasimovová     | Jovana Rogićová       | Telma Monteirová     | Telma Monteirová  | Telma Monteirová  |
| A | Jovana Rogićová        | Jovana Rogićová       | Telma Monteirová     | Telma Monteirová  | Telma Monteirová  |
| A | Sanne Verhagenová      | Sanne Verhagenová     | Sanne Verhagenová    | Telma Monteirová  | Telma Monteirová  |
| A | Concepción Bellorinová | Sanne Verhagenová     | Sanne Verhagenová    | Telma Monteirová  | Telma Monteirová  |
| A | Larissa Csatariová     | Loredana Ohaiová      | Sanne Verhagenová    | Telma Monteirová  | Telma Monteirová  |
| A | Loredana Ohaiová       | Loredana Ohaiová      | Sanne Verhagenová    | Telma Monteirová  | Telma Monteirová  |
| B | volný los              | Automne Paviaová      | Automne Paviaová     | Automne Paviaová  | Telma Monteirová  |
| B | volný los              | Automne Paviaová      | Automne Paviaová     | Automne Paviaová  | Telma Monteirová  |
| B | Irina Zabludinová      | Irina Zabludinová     | Automne Paviaová     | Automne Paviaová  | Telma Monteirová  |
| B | Nekoda Davisová        | Irina Zabludinová     | Automne Paviaová     | Automne Paviaová  | Telma Monteirová  |
| B | volný los              | Sabrina Filzmoserová  | Sabrina Filzmoserová | Automne Paviaová  | Telma Monteirová  |
| B | volný los              | Sabrina Filzmoserová  | Sabrina Filzmoserová | Automne Paviaová  | Telma Monteirová  |
| B | Arleta Podolaková      | Viola Wächterová      | Sabrina Filzmoserová | Automne Paviaová  | Telma Monteirová  |
| B | Viola Wächterová       | Viola Wächterová      | Sabrina Filzmoserová | Automne Paviaová  | Telma Monteirová  |
| C | volný los              | Corina Căprioriuová   | Corina Căprioriuová  | Nora Gjakovaová   | Hedvig Karakasová |
| C | volný los              | Corina Căprioriuová   | Corina Căprioriuová  | Nora Gjakovaová   | Hedvig Karakasová |
| C | Giulia Quintavalleová  | Giulia Quintavalleová | Corina Căprioriuová  | Nora Gjakovaová   | Hedvig Karakasová |
| C | Vlora Beđetiová        | Giulia Quintavalleová | Corina Căprioriuová  | Nora Gjakovaová   | Hedvig Karakasová |
| C | Laëtitia Blotová       | Nora Gjakovaová       | Nora Gjakovaová      | Nora Gjakovaová   | Hedvig Karakasová |
| C | Nora Gjakovaová        | Nora Gjakovaová       | Nora Gjakovaová      | Nora Gjakovaová   | Hedvig Karakasová |
| C | Camila Minakawaová     | Camila Minakawaová    | Nora Gjakovaová      | Nora Gjakovaová   | Hedvig Karakasová |
| C | Tanja Božovićová       | Camila Minakawaová    | Nora Gjakovaová      | Nora Gjakovaová   | Hedvig Karakasová |
| D | volný los              | Miryam Roperová       | Miryam Roperová      | Hedvig Karakasová | Hedvig Karakasová |
| D | volný los              | Miryam Roperová       | Miryam Roperová      | Hedvig Karakasová | Hedvig Karakasová |
| D | Ivelina Ilievová       | Ivelina Ilievová      | Miryam Roperová      | Hedvig Karakasová | Hedvig Karakasová |
| D | Jaione Equísoainová    | Ivelina Ilievová      | Miryam Roperová      | Hedvig Karakasová | Hedvig Karakasová |
| D | volný los              | Hedvig Karakasová     | Hedvig Karakasová    | Hedvig Karakasová | Hedvig Karakasová |
| D | volný los              | Hedvig Karakasová     | Hedvig Karakasová    | Hedvig Karakasová | Hedvig Karakasová |
| D | Emilie Amaronová       | Tina Zeltnerová       | Hedvig Karakasová    | Hedvig Karakasová | Hedvig Karakasová |
| D | Tina Zeltnerová        | Tina Zeltnerová       | Hedvig Karakasová    | Hedvig Karakasová | Hedvig Karakasová |